# Megachile venusta
Megachile venusta är en biart som beskrevs av Smith 1853. Megachile venusta ingår i släktet tapetserarbin, och familjen buksamlarbin. Inga underarter finns listade i Catalogue of Life.